# Bo Ralph

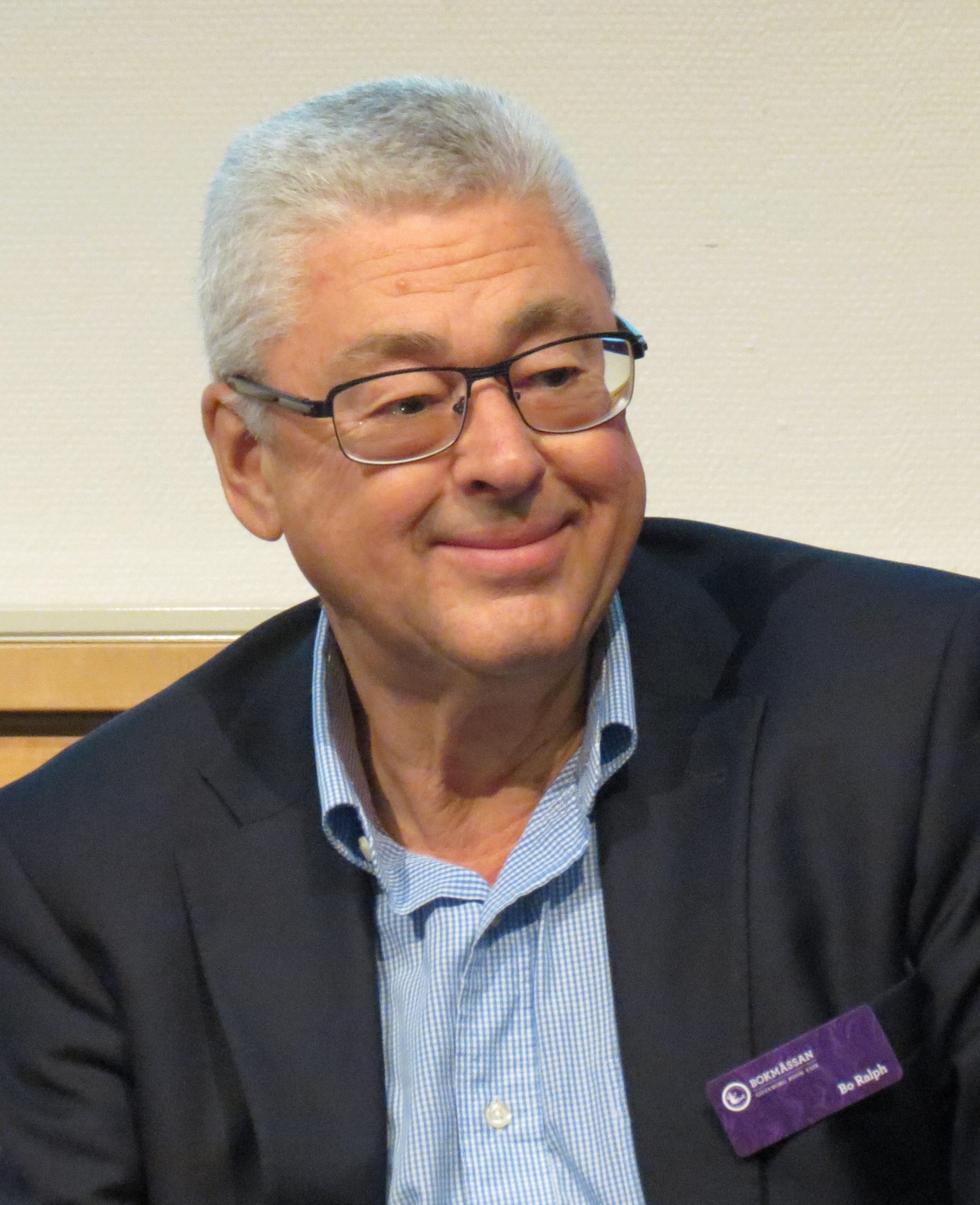
Bo Ralph 2015

Bo Ralph (Göteborg, 4 oktober 1945) is een Zweeds linguïst en hoogleraar in de Scandinavische talen. Hij is tevens lid van de Zweedse Academie.
Na een kandidatuur in de filosofie in 1969 en verder onderzoek in de fonologie promoveerde Ralph tot doctor in de filosofie in 1975 en werd docent in 1977. Samen met Sture Allén werkte hij lange tijd aan het project "Lexikalisk databas" (Lexicale database) aan het Instituut voor linguïstische computerbehandeling van de universiteit van Göteborg, dat in 1986 het Zweeds Woordenboek voortbracht. Ralph was hoogleraar Scandinavische filologie aan de universiteit van Stockholm van 1982 tot 1984 en daarna aan de universiteit van Göteborg. In het bijzonder was hij actief in de lexicografie.
In 1999 werd Ralph ingehuldigd in de Noorse Wetenschapsacademie, en in de Zweedse Academie op zetel 2, ter opvolging van Torgny T:son Segerstedt.